# 高新亞
高新亞（1903年2月3日—1980年11月17日），又名興亞，字世華，男，四川涪州人，中华民国、中华人民共和国政治人物，曾任中華民國第一屆立法委員。

## 生平
光緒二十九年正月初六日生於四川省涪陵縣長里藺市鎮一個世代耕讀的家庭。
1919年四川省立第四中學畢業，同年入國立北京大學預科俄文班，後升入俄文系。
1919年加入平民教育講演團、馬克思主義學會和社會主義青年團，四川同鄉組織的“四川旬刊社”。
1923年成為文學團體淺草社的成員，發表《沉自己的船》的文學作品，魯迅先生在“中國文學大系-小說二集序”中為之介紹。
1925年受蘇聯顧問團委派去國民革命軍馮玉祥部作政治顧問福林特的翻譯，同年北京大學畢業後，被推薦入莫斯科中山大學第一期第三班學習，并兼任中國留學生翻譯。
1927年莫斯科中山大學經濟系畢業後回國，任馮玉祥部政治部代部長兼秘書處長、政治教育長。
1928年7月，西安中山學院經濟學教授。
北平《民報》、《華報》、南京《寧報》社長。
1932年10月，察哈爾抗日同盟軍總部秘書長。
1933年，閩變中任中華共和國人民革命政府農民部長。
1935年馮玉祥派遣回川，任駐劉湘部秘密代表，四川大學教授、國民政府軍事委員會秘書長。
1937年秋，四川中學以上學生軍事訓練處處長。
1938年底，回家鄉涪南中學任初中國文教員。
1940年後，先後任重慶聚興誠銀行經濟研究室主任、涪陵縣參議長。
民國37年，當選立法委員，曾出席第一屆立法院第一會期經濟及資源委員會、財政及金融委員會。
中華人民共和國成立後，1950年6月28日，中央人民政府委員會第八次會議，任命高興亞為西南軍政委員會副秘書長。
民國三十九年(1950年)12月2日，總統令明令通緝。
後任西南行政委員會參事室副主任，四川省人民委員會參事室主任、四川省人大代表，四川省政協委員，成都市人民委員會參事室參事。
1963年，全國政協調高新亞到北京整理馮玉祥檔案資料，1966年停止回川，文革中，在成都市革委參事室。
1979年後，任四川省政協第四屆委員、常委。
1980年10月，兼政協四川省文史資料研究委員會副主任。
1980年11月17日，因患病毒性腦炎在广西壮族自治区南寧市逝世。

## 家族
父高亞衡，生於1879年，清末秀才，留學日本，為孫中山同盟會首批會員，是四川同盟會的重要領導人之一，與李蔚如、吳玉章友善。辛亥後的10月19日在涪陵、下川東一帶起事，任涪陵軍政府第一任司令。民國建立後，先後任過四川警察廳廳長和護國軍援陝第二路軍秘書長，病歿於1949年4月；母廖國英，四川省長壽縣人，歿於1913年4月。